# Vincent Nichols

Vincent Nichols vapen med mottot Fortis ut mors dilectio, "Stark som döden är kärleken".

Vincent Gerard Nichols, född 8 november 1945, är ärkebiskop av Westminster, ordförande för katolska biskopskonferensen i England och Wales och huvudrepresentant för Romersk-katolska kyrkan i England och Wales. Han har tidigare varit ärkebiskop av Birmingham 2000–2009. Sedan den 22 februari 2014 är han en av Katolska kyrkans kardinaler.

## Uppväxt
Vincent Gerard Nichols föddes i Crosby i Lancashire, där hans föräldrar var lärare. Som ung ville han bli lastbilschaufför, men under tonåren kände han sig dragen till prästlivet. Han studerade på St Mary's College i Crosby från 1956 till 1963. 
Den 21 december 1969 blev han prästvigd för ärkestiftet i Liverpool, och året därpå avlade han licentiat-examen i teologi vid Pontificia Università Gregoriana i Rom.  

## Karriär
Nichols biskopsvigdes den 24 januari 1992 och var då med sina 46 år den yngste biskopen i Storbritannien. Han var då titulärbiskop av Othona, och tjänstgjorde som hjälpbiskop i Westminster. 2000 utsågs Nichols till ärkebiskop av Birmingham och 2009 till ärkebiskop av Westminster. 
1999 förrättade han kardinal Basil Humes begravning. När Johannes Paulus II begravdes var han kommentator i BBC:s sändningar. Nichols tillhörde de som verkade för att John Henry Newman skulle helgonförklaras och övervakade den gravöppning som genomfördes 2008, i ett försök att tillvarata reliker. Han har publicerat två böcker: Promise of Future Glory och Missioners.

## Åsikter
Nichols ansågs en gång som liberal, men anses ha blivit mer konservativ med åren.
Nichols första offentliga uttalande som ärkebiskop av Westminster handlade om fallen av sexuellt utnyttjande på Irland:
"Varje gång någon utnyttjas sexuellt inom Katolska kyrkan är det stor uppståndelse. Och jag är glad för att det blir stor uppståndelse. Om det inte blev skandal skulle jag bli orolig. Jag hoppas att det aldrig sker igen, men jag hoppas att inställningen till ämnet aldrig blir likgiltighet."
2007 deltog Nichols i Katolska kyrkans kampanj mot den lag som förbjuder diskriminering av homosexuella par vid adoption. Nichols uppmanade Katolska kyrkans medlemmar att skriva till sina parlamentsledamöter, och menade att lagen skulle medföra att kyrkans adoptionsbyråer måste stängas.